# Acuario de Rayong
El Acuario de Rayong (en tailandés: สถานแสดงพันธุ์สัตว์น้ำระยอง) es un acuario público en la ciudad de Rayong, en el país asiático de Tailandia. Pertenece y es operado conjuntamente por el Departamento de Pesca de Tailandia y el centro de desarrollo e investigación marina del oriente, el acuario alberga 43 acuarios con una capacidad de 1,4 toneladas cada uno, un túnel de cristal bajo el agua, un tiburón al aire libre y un estanque de rayas, un museo de conchas y exposiciones de embarcaciones de pesca.